# Morad Mohammadi
Morad Mohammadi Pahnehkalaei (* 9. April 1980 in Sari; persisch مراد محمدی پهنه‌کلایی) ist ein iranischer Freistilringer und Teilnehmer bei den Olympischen Sommerspielen 2008 in Peking.
Bei den Olympischen Sommerspielen 2008 in Peking gewann er in der Gewichtsklasse "60 kg" die Bronzemedaille – die erste Medaille Irans bei diesen Spielen.
Er gewann bereits mehrfach Gold in seiner Gewichtsklasse (60 kg), so zum Beispiel bei den Asienmeisterschaften 2003 in Neu-Delhi (Indien), 2005 in Wuhan (Volksrepublik China) und bei den Ringer-Weltmeisterschaften 2006 in Guangzhou (Volksrepublik China).